# Mitsubishi Minicab
Mitsubishi Minicab – samochód osobowy typu kei-car produkowany przez japońską firmę Mitsubishi od roku 1966. Dostępny jako 2-drzwiowy pick-up bądź 4-drzwiowy van. Do napędu używano małych jednostek napędowych (R2 - dwusuw, R3 oraz R4). Moc przenoszona jest na oś tylną (opcjonalnie AWD). Obecnie produkowana jest szósta generacja modelu.
Minicab pojawił się jako następca użytkowego modelu 360. Do napędu pierwszej generacji użyto chłodzonego powietrzem dwusuwowego silnika R2 o pojemności 359 cm³ o mocy 20 KM. Pierwszej modernizacji model doczekał się w 1971 roku. Modyfikacjom poddano głównie układ zawieszenia oraz kabinę pasażerską, nową wersją oznaczono jako Minicab EL. Rok później do oferty Mitsubishi dołączyła wersja panel van. W 1977 przestawiono trzecią generację modelu - Wide 55. Zwiększono długość jak i szerokość nadwozia, zmodyfikowano jednostki napędowe. Pięć lat później wprowadzono wersję z dołączanym napędem na cztery koła. Czwarta generacja zadebiutowała w 1984 roku, charakteryzowała się mnogością możliwych wersji wyposażenia. W 1986 do oferty dołączyła wersja mikrovan. W 1987 Mitsubishi, jako pierwsze w tej klasie pojazdów, zastosowało silnik wyposażony w doładowanie mechaniczne. Piąta generacja weszła na rynek w roku 1991, przygotowano ją wykorzystując zmianę w regulacjach prawnych z 1990. Pozwalały one na zwiększenie wymiarów nadwozia i mocy silników.
W oparciu o 6. generację Minicaba, Nissan produkuje bliźniaczy model Clipper.

## Galeria

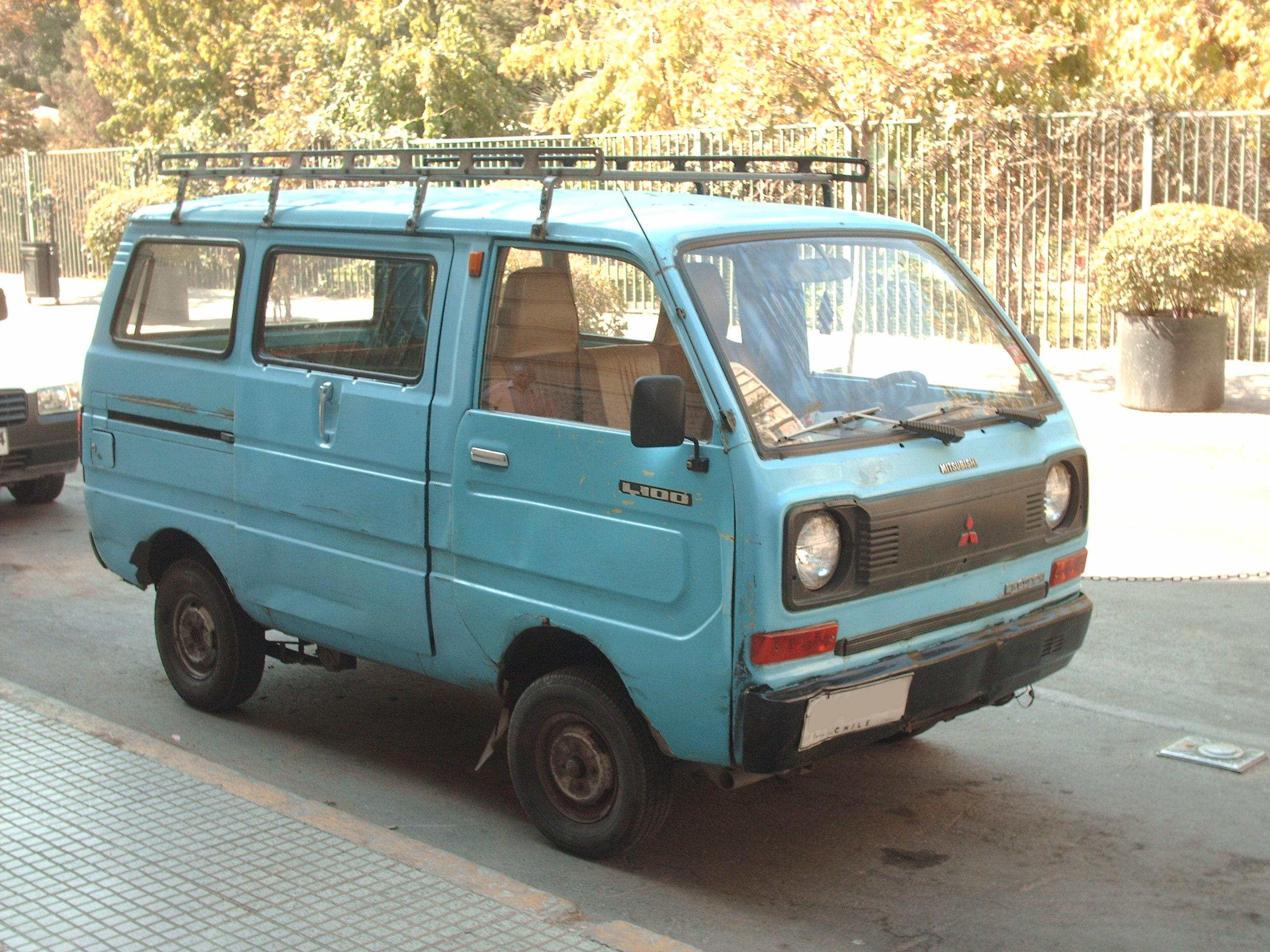
Mitsubishi L100 - 3. generacja
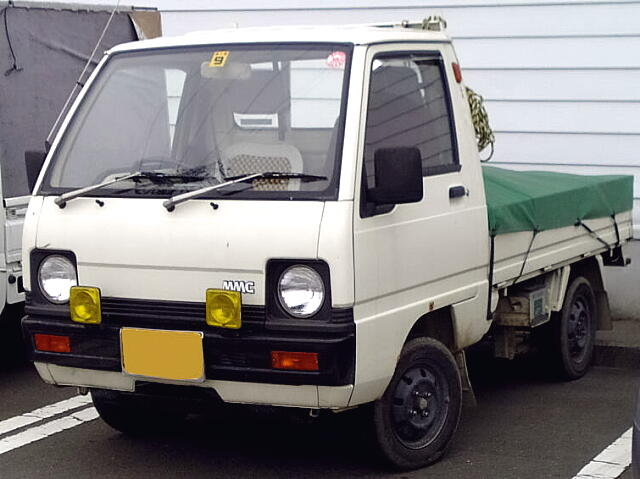
'87 Minicab - 4. generacja
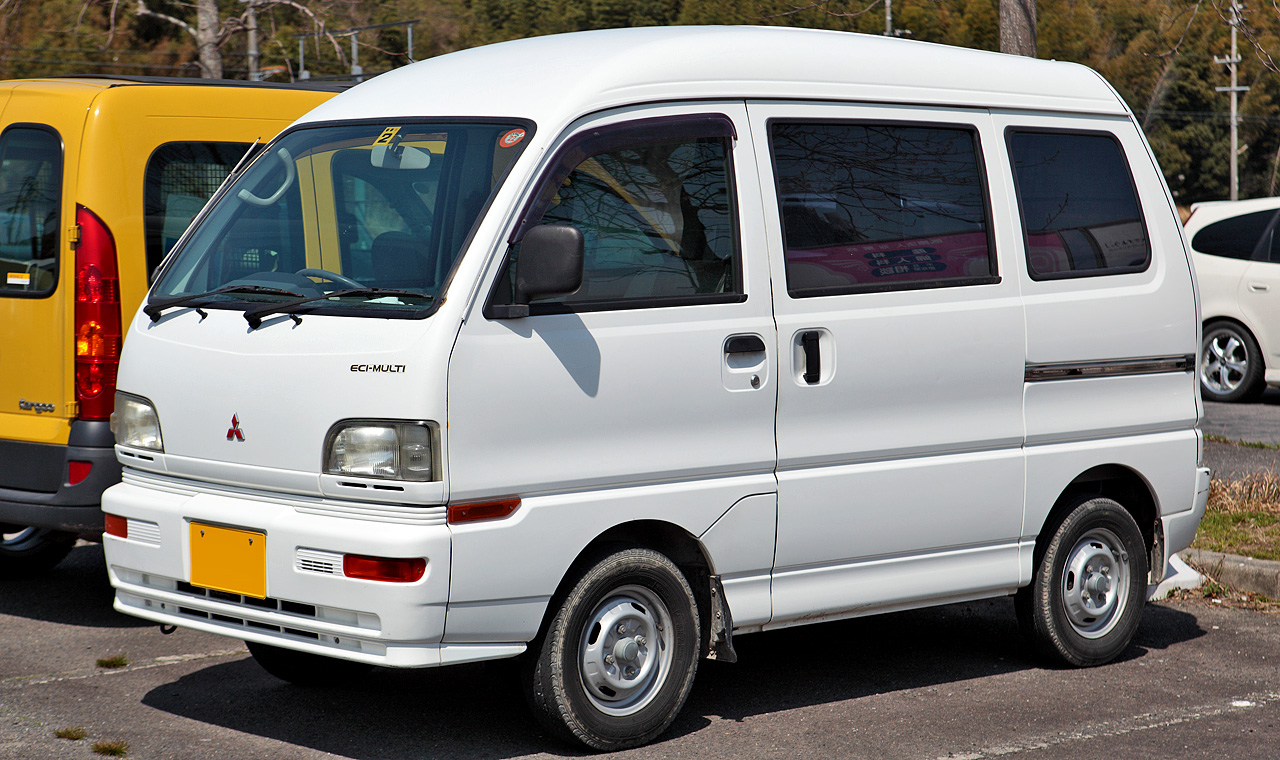
Minicab mikrovan - 5. generacja
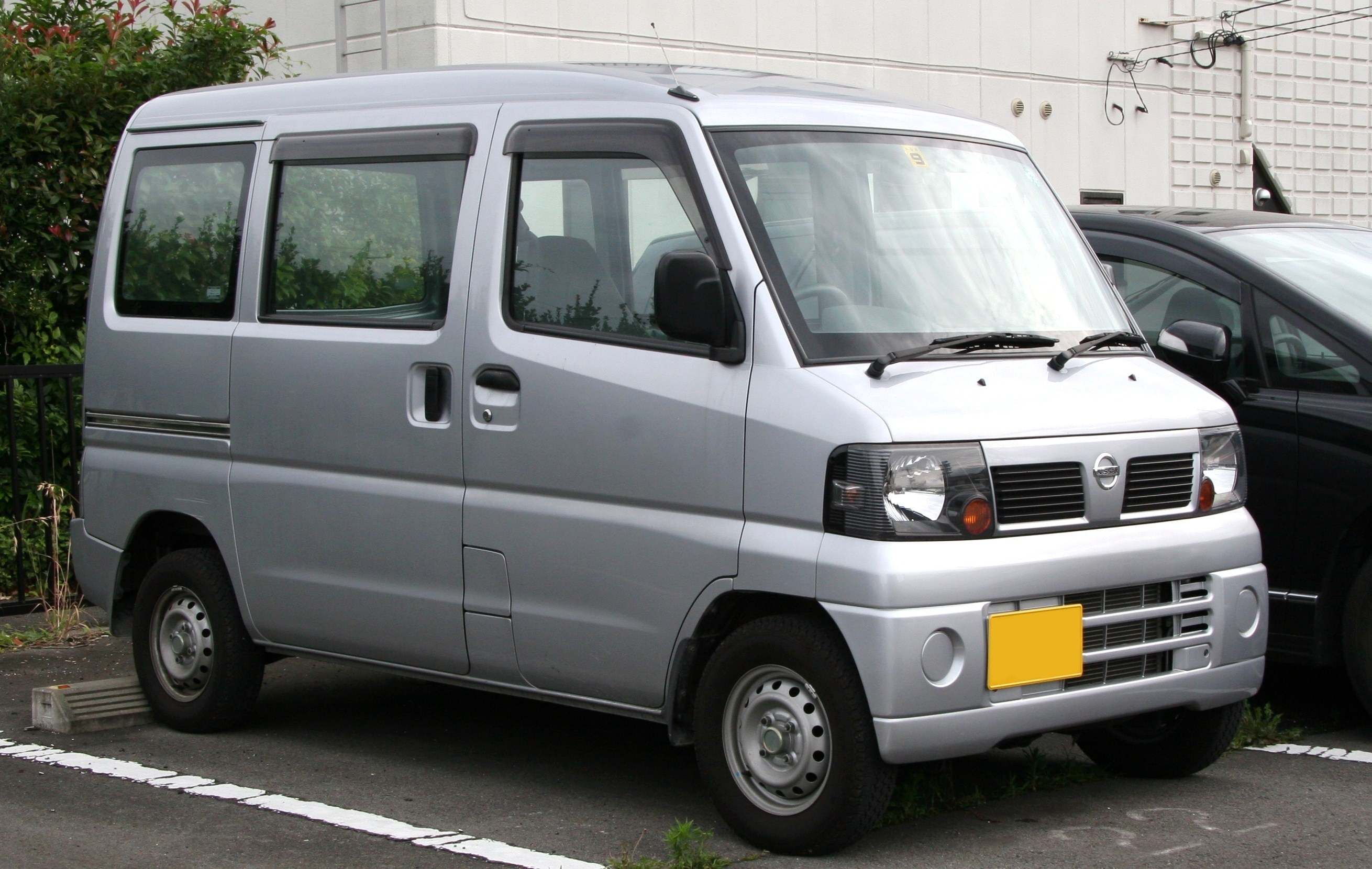
Nissan Clipper